# Union (hrabstwo Burnett)
Union – miasto w Stanach Zjednoczonych, w stanie Wisconsin, w hrabstwie Burnett.